# Chobham
Chobham is een civil parish in het bestuurlijke gebied Surrey Heath, in het Engelse graafschap Surrey met 3799 inwoners. Niet te verwarren met Cobham, een andere plaats in Surrey.